# Pocrí (Los Santos)
Pocrí is een plaats en gemeente (in Panama un distrito genoemd) in de provincie Los Santos in Panama. In 2015 was het inwoneraantal 3400.
De gemeente bestaat uit devolgende vijf deelgemeenten (corregimiento): Pocrí (de hoofdplaats, cabecera), El Cañafístulo, Lajamina, Paraíso en Paritilla.